# Hélène Dutrieu
Hélène Dutrieu, née à Tournai (province de Hainaut) le 10 juillet 1877 et morte à Paris le 26 juin 1961, est une cycliste, motocycliste, coureuse automobile et aviatrice belge naturalisée française.

## Biographie

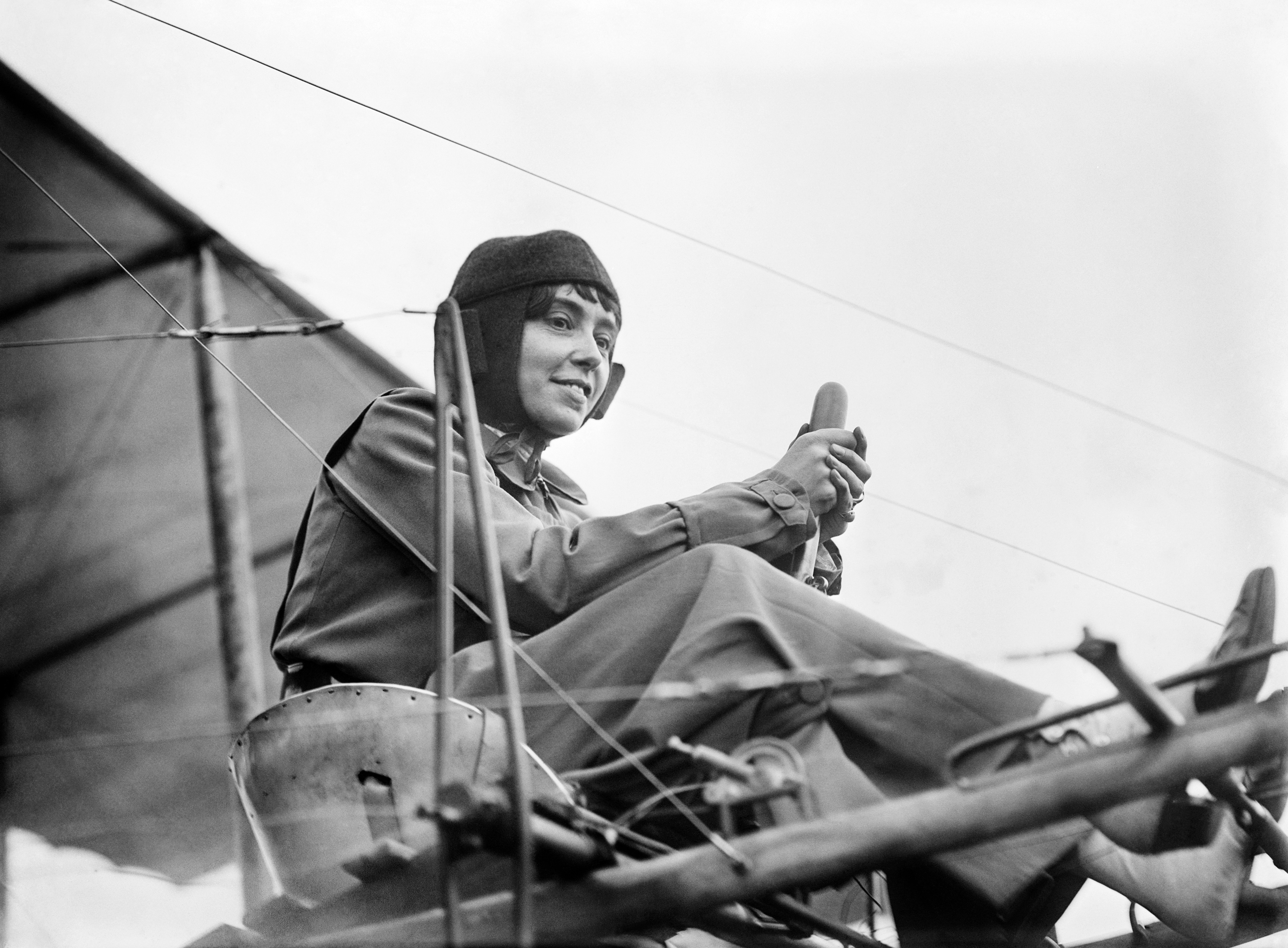
Hélène Dutrieu dans son avion.

Fille d'un officier de l'armée belge, elle quitte l'école à 14 ans et commence à gagner sa vie.
Sa première passion est le vélo. En 1895, elle participe aux premières courses cyclistes ouvertes aux femmes, sur vélodrome uniquement, qui se déroulent dans sa ville de Tournai. Devenue coureuse professionnelle, elle bat le record de l'heure sur piste en 1895. En 1896 et 1897, elle remporte le titre « officieux » de championne du monde de vitesse à Ostende, où elle acquiert le surnom de « la flèche humaine ». En novembre 1898, elle gagne « the 12 days race » (course de 12 jours) à Londres, ce qui lui vaut d'être distinguée par le roi Léopold  II, qui la décore de la Croix de Saint André.
Elle gagne ensuite sa vie grâce à ses acrobaties (looping), dans un premier temps à vélo, puis à moto et enfin en voiture. Son spectacle remporte un grand succès et la fait connaître à l'étranger.
Formée par Henri Farman, c'est un premier vol à Issy-les-Moulineaux sur le « Demoiselle » de Santos-Dumont de 30 secondes qui, selon ses dires, va décider de sa carrière d'aviatrice. Cet avion ne possède pas de freins à l'atterrissage, le pilote doit freiner à la force de ses mollets, ce pour quoi la pratique du vélo est un avantage pour elle.
En 1908, elle est approchée par Clément Bayard pour devenir pilote d'essai d'avion en France.
Le 30 août 1910 (ou le 2 septembre 1910, selon Air Journal), elle effectue Ostende-Bruges en 20 minutes et contourne le beffroi de la ville à environ 400 mètres d'altitude, avec un passager, faisant tomber tous les records féminins,.
Le 25 novembre 1910, l'Aéro-club de Belgique lui remet le premier brevet de pilote attribué dans ce pays à une femme. Dans le monde, elle est la quatrième femme (peu de temps après Élisa Deroche, Marthe Niel et Marie Marvingt en France) à obtenir ce brevet.
Le 5 décembre 1910, à Étampes, à bord de son biplan Henry Farman, elle remporte la Coupe Femina (record féminin du plus long vol dans l’année, d'un point de vue de la durée), couvrant plus de 167 kilomètres en 2 heures et 35 minutes,.
En Italie, elle remporte à Florence la Coppa del Re (Coupe du Roi), une course de vitesse et d’endurance, devançant treize aviateurs masculins dont des champions incontestés de la discipline comme le Français Maurice Tabuteau.
Le 11 décembre 1911, elle pulvérise le record du monde de vitesse couvrant 254km en 2h58.
Le 21 décembre 1911, elle devient la première femme à franchir le cap d'une heure en l'air, avec un vol de 1h09.
Elle est aussi la première femme au monde à voler sur hydravion.
En 1913, elle devient la première femme aviatrice à recevoir la Légion d'honneur.
Quand la Première Guerre mondiale éclate, elle effectue quelques vols de reconnaissance, puis, les femmes n'étant plus autorisées à voler, elle s'engage comme ambulancière pour la Croix-Rouge française et dirige l'hôpital du Val-de-Grâce.
En 1922, elle épouse Pierre Mortier. Elle administre les publications qu'il édite.
Elle reçoit encore, en 1953, la médaille de l'aéronautique et crée, en 1956, un prix franco-belge destiné à récompenser une femme pilote effectuant seule un vol de longue distance sans escale.
Elle meurt le 26 juin 1961 en son domicile dans le 16e arrondissement de Paris.

## Décoration
- 1898 - Croix de Saint André.
- 1913 -  Chevalière de la Légion d'honneur, première femme aviatrice à recevoir cette décoration[11]
- 1953 -  Médaille de l'Aéronautique.

## Hommages
En 2011, sa mémoire est honorée par une pièce de collection belge en euro.
En 2022, une géante à son effigie est créée par Dorian Demarcq pour la Maison de la Marionnette de Tournai.
En 2024, son nom est donné à une rue à Bruxelles, et à une avenue à Lyon. 